# Bondeson Glacier
Bondeson Glacier är en glaciär i Antarktis. Den ligger i Östantarktis. Nya Zeeland gör anspråk på området. Bondeson Glacier ligger 384 meter över havet.
Terrängen runt Bondeson Glacier är varierad. Trakten är obefolkad. Det finns inga samhällen i närheten.